# Cobonne
Cobonne è un comune francese di 169 abitanti situato nel dipartimento della Drôme della regione dell'Alvernia-Rodano-Alpi. Il territorio comunale è attraversato dal fiume Sye.

## Società

### Evoluzione demografica
Abitanti censiti